# حنايا (ماجل بلعباس)
حنايا بالقصرين  هو معلم أثري تونسي مصنف من قبل المعهد الوطني للتراث يقع في ولاية القصرين في الجنوب الغربي التونسي، تحديدا في مدينة ماجل بلعباس تم تصنيف المعلم في يوم [
26جانفي 1893 http://www.docartis.com/Tunisia_Decreti/DECRETS/Pagine/1922_25janvier.html
| عنوان = DocArtis
| موقع = www.docartis.com
| تاريخ الوصول = 2023-03-12
|مسار أرشيف= https://web.archive.org/web/20230127004744/http://www.docartis.com/Tunisia_Decreti/DECRETS/Pagine/1922_25janvier.html%7Cتاريخ أرشيف=2023-01-27}}</ref> .